# Protection (песня Донны Саммер)
«Protection» (с англ. — «Защита») — песня, записанная американской певицей Донной Саммер в 1982 году для её десятого студийного альбома Donna Summer. Песня была написана Брюсом Спрингстином, спродюсировал её Куинси Джонс. Песня была выпущена как четвёртый и последний сингл в Европе и Японии. За исполнение этой песни Донна была номинирована на премию «Грэмми» в категории «Лучшее женское вокальное рок-исполнение».

## Написание и запись
Продюсер Дэвид Геффен обратился к Джону Ландау, менеджеру Брюса Спрингстина, чтобы его подопечный написал песню для Донны Саммер, подопечной его лейбла Geffen Records. Спригстин согласился и в кратчайшие сроки написал песню и записал демоверсию со своей группой E Street Band. Когда же Ландау услышал результат, то убедил его оставить песню для себя (вскоре песня вылилась в хит-сингл «Cover Me»). Позже певец написал песню «Protection». В марте 1982 года она была зарегистрирована Бюро авторского права США. В том же месяце он с командой вылетел в Лос-Анджелес, чтобы помочь записать песню Саммер. Помимо сольной версии, артисты записали еще и дуэтную версию, которая однако осталась лежать на полке. Сам Спрингстин записал свою сольную версию песни и планировал включить её в альбом Born in the U.S.A., но в финальный трек-лист песня не попала.

## Список композиций
Сторона «A»
- «Protection» — 3:35

Сторона «B»
- «(If It) Hurts Just A Little» — 3:52 (Бенилюкс)
- «State Of Independence» — 4:24 (Япония, Франция)
- «Livin' In America» — 3:52 (Испания)

## Чарты
| Чарт (1983)                  | Пиковая позиция |
| ---------------------------- | --------------- |
| Испания (Los 40 Principales) | 25              |